# Кацура-Мару
Кацура-Мару (Katsura Maru) — судно, яке під час Другої світової війни взяло участь у операціях японських збройних сил на сході Мікронезії.

## Початок історії
Кацура-Мару спорудили в 1939 році на корабельні Sanoyasu Dock у Осаці на замовлення компанії Setsuyo Shosen.
23 березня 1939-го судно реквізували для потреб Імперського флоту Японії. Щонайменше в жовтні — грудні 1939-го воно здійснювало рейси в Центральному Китаї, в районі Шанхаю та Нанкіну.
У грудні 1940-го ухвалили рішення про переобладнання Кацура-Мару на сітьовий загороджувач, при цьому конверсію провели у строк до 15 січня 1941-го на корабельні Uraga Dock. Стандартне озброєння кораблів цього типу складалось з однієї 80-мм гармати, двох кулеметів (один 13-мм Тип 93 та один 7,7-мм), одного бомбомета (запас глибинних бомб 24 одиниці).
З лютого 1941-го Кацура-Мару належав до 62-го дивізіону мисливців за підводними човнами, який базувався на атолі Кваджелейн (Маршаллові острови).

## Воєнна служба
Після початку війни Кацура-Мару продовжив службу на сході Мікронезії, при цьому з січня 1942-го він належав до 64-го дивізіону мисливців за підводними човнами, який базувався на атолі Малоелап. Корабель ніс патрульну службу та виконував рейси між атолами Кваджелейн, Малоелап, Джалуїт (Маршаллові острови), островами Понапе, Кусаїє (східні Каролінські острови), Уейк.
З 18 квітня по 16 травня 1942-го Кацура-Мару пройшов ремонт на атолі Трук (центральні Каролінські острови), де ще до війни була створена потужна база японського ВМФ.
15 лютого 1943-го корабель перевели до 63-го дивізіону мисливців за підводними човнами, приписаного до атолу Кваджелейн.
25—31 серпня 1943-го Кацура-Мару здійснював ескортування конвою № 6252 з Кваджелейну на Трук, після чого у вересні — жовтні пройшов на останньому ще один ремонт. 7—13 листопада корабель повернувся на Кваджелейн ескортуючи конвой № 6010, після чого продовжив службу на Маршаллових островах.

## Останній рейс
7 січня 1944-го Кацура-Мару полишив Малоелап та попрямував на північний захід архіпелагу, до Кваджелейну та Еніветоку. Наприкінці того ж місяця американці розпочали масштабну операцію по оволодінню Маршалловими островами. 31 січня авіаносне угруповання атакувало Еніветок, маючи за головну ціль розташований тут аеродром. Втім, під час цього ж рейду літаки та есмінець USS Harrison потопили Кацура-Мару.